# Sinonim
 Ovo je glavno značenje pojma Sinonim. Za pojam iz biologije pogledajte sinonim (taksonomija).
Sinonimi (grč. synóymos) su leksemi koji pripadaju istoj vrsti riječi, imaju različite izraze, a sadržaj im se potpuno ili djelomično podudara. Dva leksema čiji se sadržaj djelomično ili potpuno semantički podudara, nazivamo sinonimskim parom, a ako je leksema više, govorimo o sinonimskom nizu.

## Istoznačnice
Istoznačnice su sinonimi koji su međusobno zamjenjivi u svim kontekstima. To su dva različita denotativna izraza koja imaju isti sadržaj. Potpunih je istoznačnica vrlo malo, a većinom se radi o posuđenici i odgovarajućem hrvatskome parnjaku, pri čemu prednost uvijek imaju hrvatski parnjaci.
- ljekarna - apoteka
- sustav - sistem
- jezikoslovlje - lingvistika
- računalo - kompjutor
- težnja - tendencija
- tuga - žalost

## Bliskoznačnice
Bliskoznačnice su sinonimi koji su međusobno zamjenjivi samo u nekim kontekstima, a naziva ih se i djelomičnim sinonimima. Dva su sinonima također bliskonačnice ako im je opseg sadržaja različit.
- muž; suprug
- žena; supruga
- sistem; sustav

Kontaktni sinonimi jesu od kojih jedan ne pripada standardnome jeziku, nego žargonu, slengu, narječju, dijalektu ili kolokvijalnom govoru.
- rajčica - paradajz, pomidor
- magarac - osel, kenjac, tovar
- jastuk - vanjkuš, kušin
- zaimača, kutlača - šeflja, kacijola, grabilica, paljak
- jedinica - kolac, komad, kulja, kec, sulja, (žargon)

## Raširenost sinonima
Općejezični (samostalni) sinonimi oni su sinonimi koji su poznati većini govornika.
Individualni (kontekstualni) sinonimi oni su sinonimi koji postoje samo u određenome kontekstu te su najčešće dio stvaralaštva nekog pisca.

## Zanimljivosti
- Jedna od riječi, koja ima najviše sinonima u hrvatskom jeziku je oklasak (klip kukuruza). Tako su nazivi za oklasak: ajdamak, bat, batakljuša, bataljika, batučak, batuček, batuk, baturak, baturice, čepina, čokotinja, ćuka, kic, klas, klasina, klasinec, klasovina, klasovinje, kočanj, kocen, komaljika, komušina, kukuruzina, kumina, kureljica, kuruška, oklipak, okoma, okomak, okomina, okrunica, orušek, otučak, paćika, patura, paturica, rucelj, rucl, rulina, šapurika, ščavina, šepurina, štruk, tekun, tulina, tulinek i dr.